# 急患医療センター前停留場
急患医療センター前停留場（きゅうかんいりょうセンターまえていりゅうじょう）は、富山県高岡市本町にある万葉線の停留場。
高岡古城公園の西側に位置しており、古城公園西口という副駅名がある。

## 歴史
- 1948年（昭和23年）4月10日：富山地方鉄道の地鉄高岡（現・高岡駅） - 伏木港間の開業により高岡市庁前停留場（たかおかしちょうまえていりゅうじょう）として開設。
- 1959年（昭和34年）4月1日：事業譲渡により、加越能鉄道の駅となる。
- 1977年（昭和52年）10月1日：本丸会館前停留場（ほんまるかいかんまえていりゅうじょう）に改称。
- 2002年（平成14年）4月1日：事業譲渡により、万葉線の駅となる。
- 2005年（平成17年）12月27日：広小路停留場側に約100 m移転。
- 2014年（平成26年）3月26日：急患医療センター前停留場に改称。

## 停留場構造
千鳥式ホーム2面1線の地上駅。坂下町寄りに交換設備があり、列車交換が行われる。

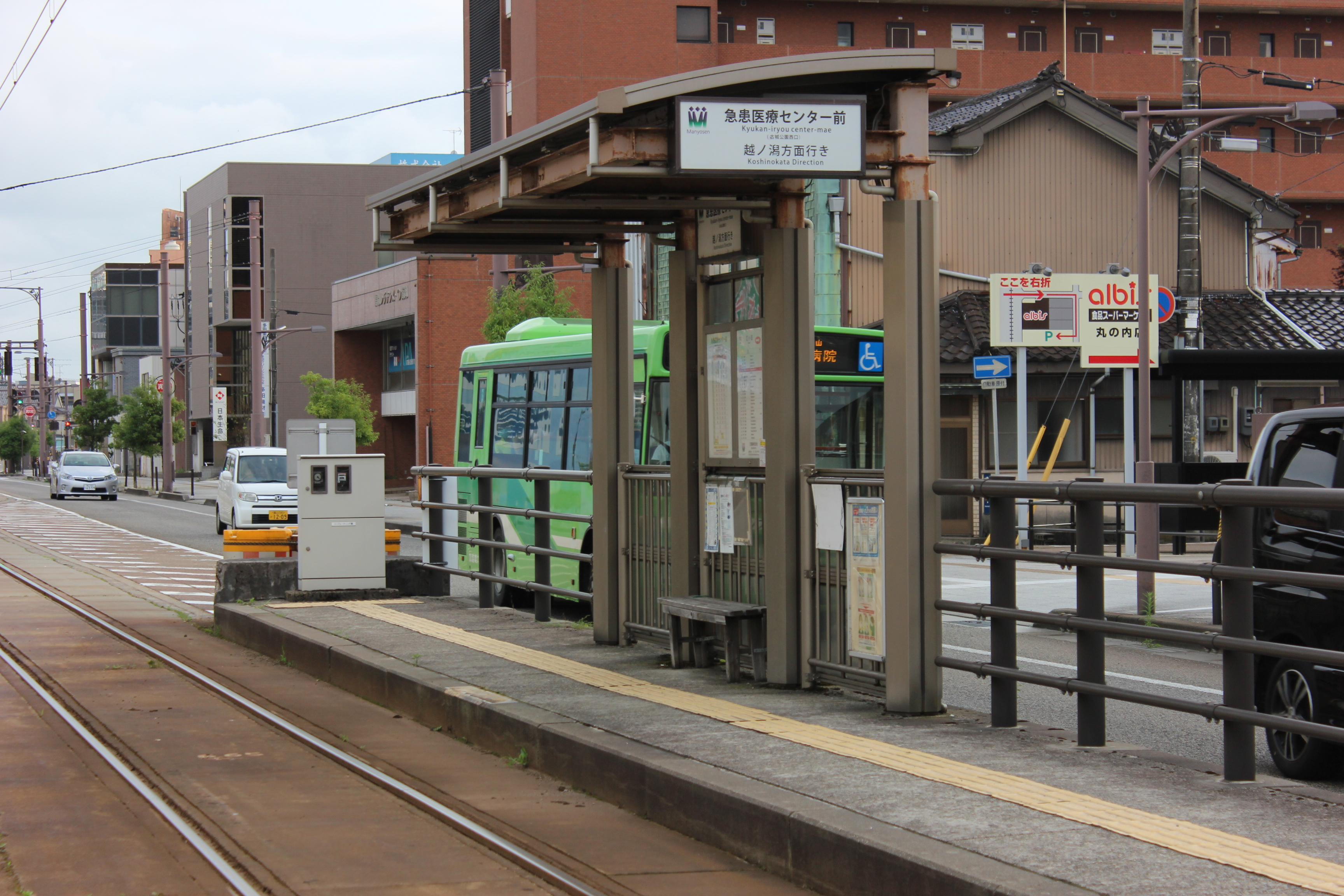
越ノ潟方面ホーム（2020年7月）
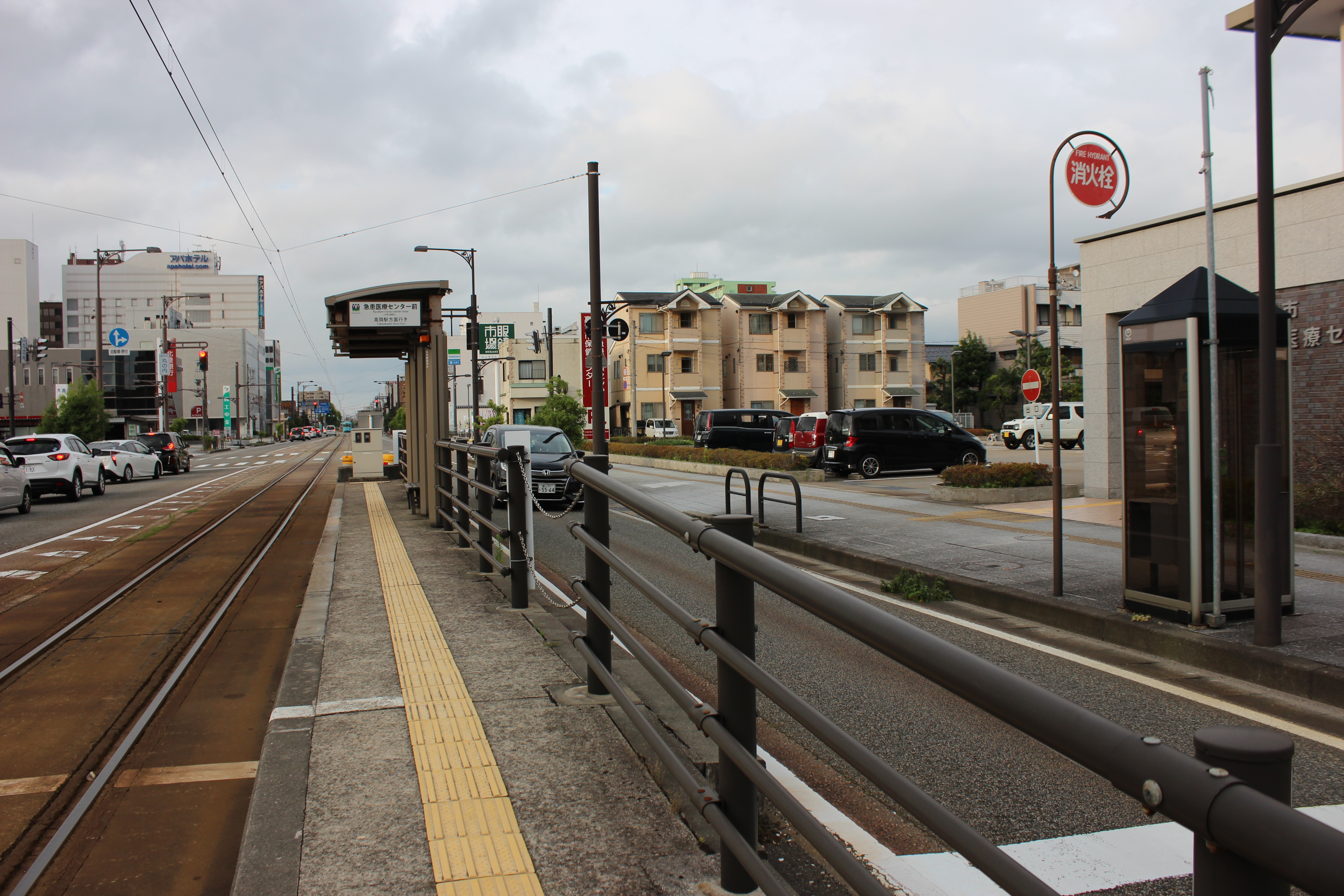
高岡駅方面ホーム（2020年7月）

## 停留場周辺
- 高岡市急患医療センター（本丸会館跡地）
- 高岡古城公園
- 高岡市立平米小学校
- アルビス丸の内店

## 隣の停留場
万葉線
■万葉線（高岡軌道線）
坂下町停留場 - 急患医療センター前停留場 - 広小路停留場